# أغذية متوسطة الرطوبة

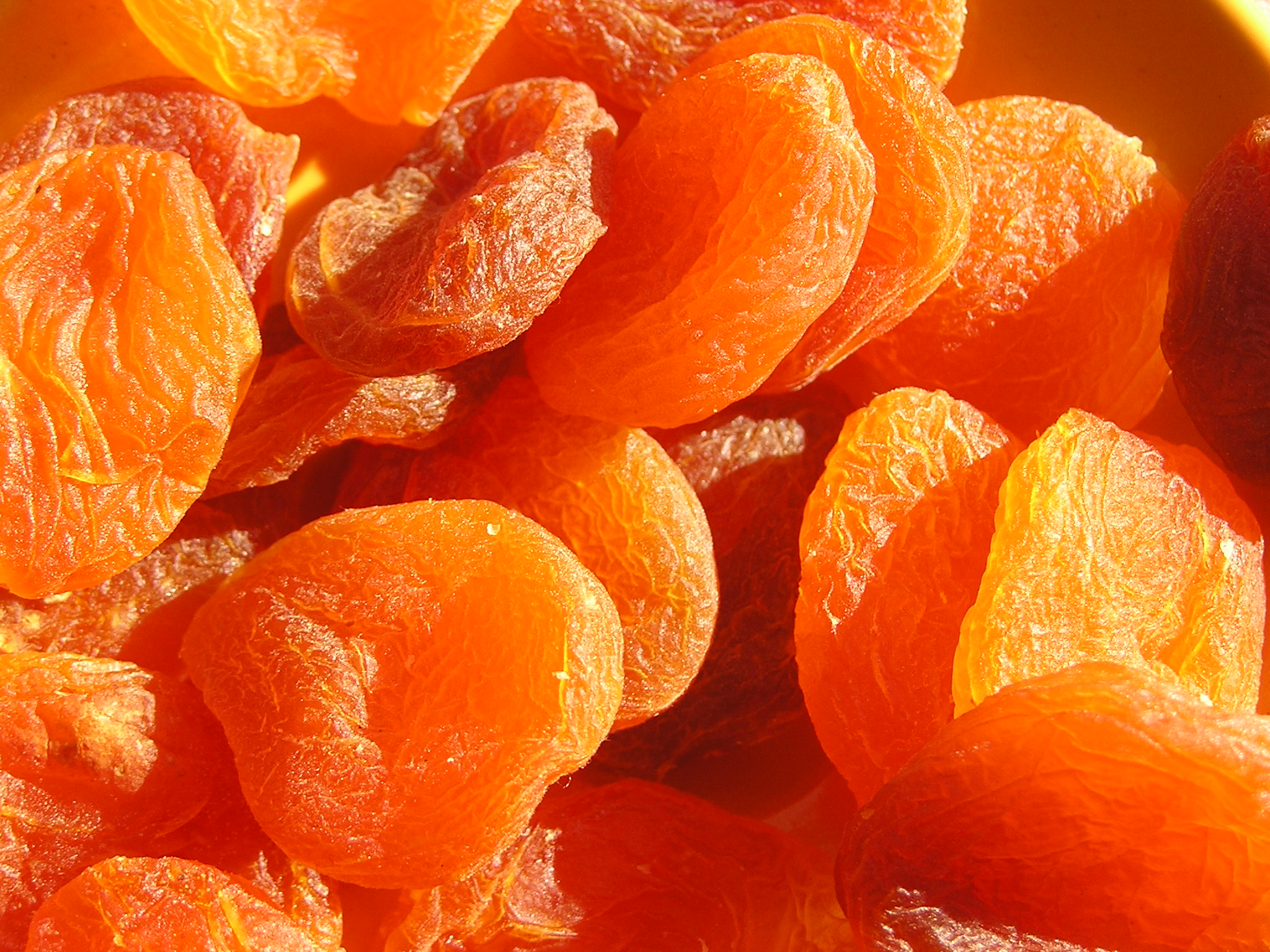
مشمش مجفف.

الأغذية متوسطة الرطوبة  هي منتجات ثابتة المدة تحتوي على أنشطة مائية تتراوح بين 0.6- 0.84، مع محتوى رطوبة يتراوح بين 15٪ و 40٪، وهي صالحة للأكل بدون إعادة تميؤ.
هذه المنتجات الغذائية لديها الحد الأدنى من النشاط المائي لمعظم البكتيريا (0.90) ، ولكنها عرضة لنمو الخميرة والعفن.
تاريخيًا كانت الحضارات القديمة تنتج باستخدام طرق مثل التجفيف الشمسي، والتحميص على النار وإضافة الملح للحفاظ على الطعام لأشهر الشتاء أو عند الاستعداد للسفر.
حاليا، يتم تحقيق هذا الشكل من المعالجة باستخدام واحدة من أربع طرق: التجفيف الجزئي، والتجفيف الأسموزي باستخدام مرطّب، والتسريب الجاف والصيغة.
تصنف مجموعة متنوعة من المنتجات مثل الفواكه المجففة، السلع المضافة للسكر، أعشاب من الفصيلة الخبازية، وحشو الفطائر.

## عمر التخزين و السلامة الغذائية
الغرض من الأطعمة هو تحقيق نشاط مائي بحيث يمكن تخزينها بأمان دون تبريد، ومع ذلك فإن الطعام ليس معقما، ولكن المكورات العنقودية الذهبية هي كائن حيوي مثير للقلق لأنها يمكن أن تنمو وتنتج أنواع معينة من السموم المعوية في الأنشطة المائية من 0.83-0.86 تحت الظروف الهوائية. وبسبب هذا، فإن المناولة المناسبة والتخزين والنظافة وممارسات التصنيع الجيدة ضرورية لمنع المكورات العنقودية الذهبية.
يمكن أن تتكاثر قوالب الفطر( Aspergillis و Penicillium) وتنتج السموم الفطرية الضارة في النشاط المائي 0.77-0.85. وكذلك السلمونيلا وبكتيريا سيريوس العصويه هي مسببات الأمراض الرئيسية للقلق مع الأطعمة منخفضة الرطوبة.معظم الأمراض المرتبطة بأطعمة منخفضة الرطوبة نتجت عن السلمونيلا، للحد من مخاطر النمو البكتيري ، يتم التعامل مع المنتجات بمزيج من الهيدروجين المخفض، مع إضافة السكر والملح والمواد الحافظة، وعملية حرارية يمكنها القضاء على مسببات الأمراض وتمديد فترة الصلاحية. في حالة الخمائر والقوالب، تستخدم المواد الحافظة الكيميائية مثل السوربات والبروبيونات لتثبيط نموها.